# Diplacus
Diplacus, biljni rod iz porodice Phrymaceae smještene u vlastiti tribus Diplaceae. Sastoji se od 50 vrsta iz zapadne Sjeverne Amerike (uglavnom Kalifornija), Baja California, otok Cedros. 

## Etimologija
Latinsko ime roda dolazi iz grčkog dis-, dva, i plakos, placenta, aludirajući na cijepanje kapsule u zaliske koje nose parijetalne posteljice.

## Opis
Zeljaste biljke, polugrmovi ili grmovi, jednogodišnje ili višegodišnje, kopnene. Stabljike su uspravne, okrugle, rijetko 4-strane (D. pictus), . Diplacus uključuje zapadno-sjevernoameričke vrste s parijetalnom placentacijom i peteljkama koje su obično izrazito kraće od čašica, koje su prije bile tretirane unutar Mimulusa u širem smislu. Sjemenke 100-2000, žute do maslinastozelene ili tamnosmeđe, jajolike do duguljaste, spljoštene, krila nemaju. Kromosomi = 8, 9, 10.

## Povijest roda
Evolucijsko zračenje u Diplacusu je ograničeno na Sjedinjene Države i Meksiko, za razliku od Erythranthe, druge velike odvojene jedinice od Mimulusa. Jedina vrsta Diplacus koja se ne pojavljuje u Sjedinjenim Državama je endem Donje Kalifornije na otoku Cedros, D. stellatus.
Reviziju Mimulusa u širem smislu dao je A.L.Grant (1924.), nakon čega je uslijedilo veliko ažuriranje i pregled F.W.Pennella (1951.) koji je pokrivao većinu zapadnih sjevernoameričkih vrsta Diplacus. Sadašnji tretman blisko slijedi onaj D.M.Thompsona (2005.); glavno područje taksonomskih razlika je u sect. Diplacus, gdje je većinu varijacija tretirao kao unutar dvije vrste (D. aurantiacus i D. clevelandii), prepoznajući niz varijeteta unutar D. aurantiacusa koji su ovdje tretirani na određenom rangu.
Biljke u sect. Diplakusi su polugrmovi ili grmovi (osim zeljaste Diplacus clevelandii) i jedine su trajnice (osim D. rupicola) u Diplakusima. Također su karakteristični po svojim ljepljivim, zaokretno obrubljenim listovima, često sa svežnjama manjih listova u pazušcima glavnih izdanaka i sitnim žljezdastim vrhovima. Molekularni podaci ukazuju na to da sect. Diplacus potječe od jednogodišnjih, zeljastih predaka.

## Vrste
1. Diplacus angustatus (A. Gray) G. L. Nesom
2. Diplacus aridus Abrams
3. Diplacus aurantiacus (Curtis) Jeps.
4. Diplacus bicolor (A. Gray) Hrusa
5. Diplacus bigelovii (A. Gray) G. L. Nesom
6. Diplacus bolanderi (A. Gray) G. L. Nesom
7. Diplacus brandegeei (Pennell) G. L. Nesom
8. Diplacus brevipes (Benth.) G. L. Nesom
9. Diplacus calycinus Eastw.
10. Diplacus cascadensis G. L. Nesom
11. Diplacus clevelandii (Brandegee) Greene
12. Diplacus clivicola (Greenm.) G. L. Nesom
13. Diplacus compactus (D. M. Thomps.) G. L. Nesom
14. Diplacus congdonii (B. L. Rob.) G. L. Nesom
15. Diplacus constrictus (A. L. Grant) G. L. Nesom
16. Diplacus cusickii (Greene) G. L. Nesom
17. Diplacus cusickioides G. L. Nesom
18. Diplacus deschutesensis G. L. Nesom
19. Diplacus douglasii (Benth.) G. L. Nesom
20. Diplacus fremontii (Benth.) G. L. Nesom
21. Diplacus grandiflorus (Lindl.) Groenland
22. Diplacus graniticola Schoenig
23. Diplacus jepsonii (A. L. Grant) G. L. Nesom
24. Diplacus johnstonii (A. L. Grant) G. L. Nesom
25. Diplacus kelloggii (Curran ex Greene) G. L. Nesom
26. Diplacus layneae (Greene) G. L. Nesom
27. Diplacus leptaleus (A. Gray) G. L. Nesom
28. Diplacus linearis (Benth.) Greene
29. Diplacus longiflorus Nutt.
30. Diplacus mephiticus (Greene) G. L. Nesom
31. Diplacus mohavensis (Lemmon) G. L. Nesom
32. Diplacus nanus (Hook. & Arn.) G. L. Nesom
33. Diplacus ovatus (A. Gray) G. L. Nesom
34. Diplacus parryi (A. Gray) G. L. Nesom & N. S. Fraga
35. Diplacus parviflorus Greene
36. Diplacus pictus (Greene) G. L. Nesom
37. Diplacus pulchellus (Drew ex Greene) G. L. Nesom
38. Diplacus puniceus Nutt.
39. Diplacus pygmaeus (A. L. Grant) G. L. Nesom
40. Diplacus rattanii (A. Gray) G. L. Nesom
41. Diplacus rupicola (Coville & A. L. Grant) G. L. Nesom & N. S. Fraga
42. Diplacus rutilus (A. L. Grant) Mc Minn
43. Diplacus stellatus Kellogg
44. Diplacus thompsonii G. L. Nesom
45. Diplacus torreyi (A. Gray) G. L. Nesom
46. Diplacus traskiae (A. L. Grant) G. L. Nesom
47. Diplacus tricolor (Hartw. ex Lindl.) G. L. Nesom
48. Diplacus vandenbergensis (D. M. Thomps.) G. L. Nesom
49. Diplacus viscidus (Congdon) G. L. Nesom
50. Diplacus whitneyi (A. Gray) G. L. Nesom
51. Diplacus × australis (Mc Minn ex Munz) Tulig
52. Diplacus × lompocensis Mc Minn

## Sinonimi
- Eunanus Benth.; Prodr. [A. DC.] 10: 374 (1846)

## Vanjske poveznice
- New plant species discovered in Arunachal